# Ausbau (Wein)

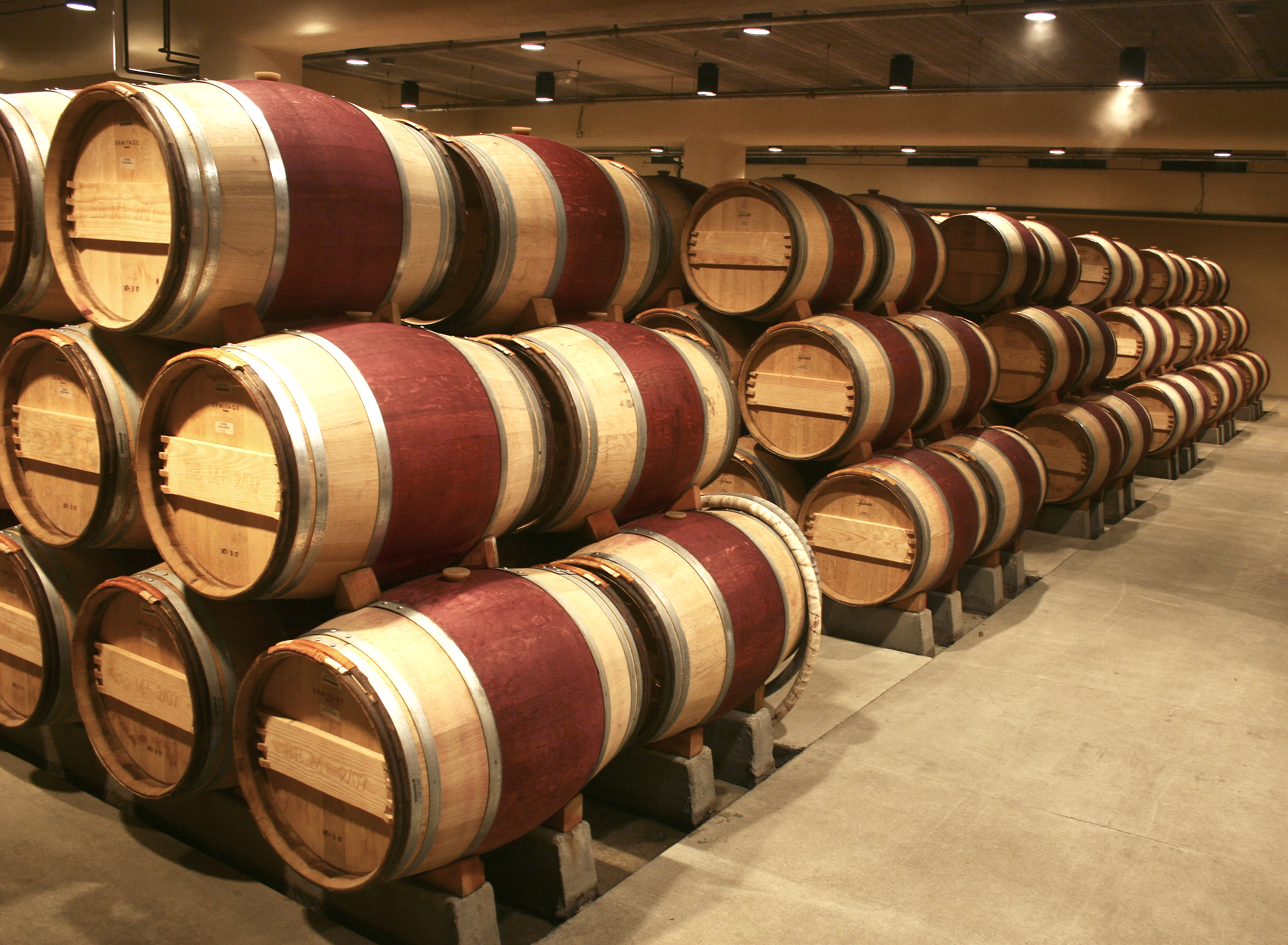
Hochwertige Rotweine werden auch in Barriques ausgebaut.

Als Ausbau werden alle kellerwirtschaftlichen Arbeiten in der Zeitspanne zwischen dem Ende der Gärung und der Abfüllung eines Weins bezeichnet. Beim Ausbau entwickelt der Wein Komplexität und Struktur. Diese Reifung kann je nach Rebsorte, Qualität, Stilistik und Weintradition in Fässern, Barriques oder Tanks verschiedener Größen erfolgen. Je nach Weinart, Qualität, Potenzial und Jahrgang kann sich die Dauer des Ausbaus über einen Zeitraum von mehreren Wochen bis Jahren erstrecken. Je länger dieser Reifeprozess andauert, desto kostenintensiver ist er.

## Weinbehandlung und Stabilisierung
Der Ausbau des Weins ist in der Regel mit einem ersten Verschneiden des Weins, dem Abstich, Filtrieren sowie Auffüllen des verdunsteten Weines verbunden, wodurch der Jungwein vor Luftzutritt und damit vor Oxidation geschützt wird, um seinen reduktiven Zustand zu bewahren. Hinzu kommen biochemische Vorgänge wie malolaktische Gärung, auch biologischer Säureabbau genannt. Zur Stabilisierung wird der Jungwein geschönt, anschließend erfolgt das Ausfällen von Weinstein (Kaliumhydrogentartrat) oder eine kolloidale Weinsteinstabilisierung. Der Schutz vor späterer Oxidation wird durch eine Schwefelung erzielt, die außerdem noch antimikrobiell, enzymdeaktivierend und reduzierend wirkt, sowie sensorisch positiv auf das Produkt Einfluss nimmt.

## Ausbaumöglichkeiten
Je nach Intensität des Luftzutritts zum Wein wird zwischen oxidativem und reduktivem Ausbau unterschieden. Bei beiden Möglichkeiten ergeben sich jeweils feine Abstufungen, die sich an der Stilistik des Herstellers sowie der Qualität und Sorte orientieren.
Für körperreiche Weine, insbesondere Rotweine, ist ein moderat reduktiver Ausbau im Holzfass von Bedeutung. Durch den dezidierten Kontakt mit Holz und in geringem Maße auch mit Sauerstoff wird der Wein aromatisiert (→ Aromen im Wein) und erhält einen oft abgerundeten, harmonischen, stets jedoch vielfältigeren Geschmack (sog. Komplexität des Weingeschmackes). Mit der Mikrooxigenation kann die Menge des Sauerstoffs kontrolliert erhöht werden.
Ein stärker reduktiv orientierter Ausbau erfolgt oft bei Weißweinen, die für den zeitnahen Konsum produziert werden und weniger komplex und lagerfähig sein sollen. In der Regel werden sie in Edelstahl- oder Betontanks ausgebaut, um die primären Aromen sowie die Frische des Weins stilistisch zu betonen.
In jedem Fall sollen sich die Komponenten des neuen Weines integrieren. Dabei spielen unter anderem Prozesse des Säureabbaus (vor allem der Äpfelsäure) eine Rolle, sowie chemische Veränderungen der Gerbsäure, die die Adstringenz des Weins vermindert. Erst wenn der Wein qualitativ überzeugen kann, gelangt er in die Abfüllung und (gegebenenfalls nach weiterer Flaschenlagerung) schließlich in den Verkauf.

## Dauer des Ausbaus
Die Zeitdauer des Ausbaus ist bei jedem Wein unterschiedlich:
- Bei Weißweinen dauert der Ausbau in der Regel bis zum Frühjahr nach der Herbst-Ernte.
- Guter Rotwein aus Bordeaux kann 15 bis 18 Monate in kleinen Eichenfässern lagern.
- Spanische Gran Reserva lagern mindestens drei Jahre.
- Tokaji Aszú lagert mindestens drei bis sechs Jahre, Aszúeszencia zehn Jahre in kleinen Eichenfässern.
- Der Süßwein von Sauternes lagert bis zu drei Jahre.
- Der Premier Grand-Cru-Wein von Château d’Yquem lagert meist vier Jahre.
- Als Colheita ausgebaute Portweine müssen mindestens sieben Jahre im Fass reifen. Manche Porthersteller bauen Tawny bis zu 40 Jahre lang im Fass aus.[4]
- Hochwertiger, als Oloroso ausgebauter Sherry kann eine 30- bis 50-jährige Fasslagerung erfahren.[5]